# Люлін (станція метро)
Люлін (болг. Люлин) — спільна станція Першої та Четвертої ліній Софійського метрополітену, була відкрита 28 січня 1999 року. Розташована під бульваром Цариці Йоанни, у центрі житлового кварталу Люлн.
Розташована між станціями «Сливница» і «Західний парк».
Відкрита у складі першої пускової черги Софійського метрополітену «Сливница»-«Костянтин Величков»
Колонна трипрогінна, мілкого закладення.
Колійні стіни та колони оздоблені білим мармуром типу Санданський з вертикальними алюмінієвими профілями. Підлога оздоблена сірим гранітом Чорноморець по центру острівної платформи розташовані лави фіолетового кольору.

## Пересадки
- Трамваї: 8
- Автобуси: 108, 111, 42